# Adlerflüe
Adlerflüe är en bergstopp i Schweiz. Den ligger i distriktet Leuk och kantonen Valais, i den södra delen av landet, 90 km söder om huvudstaden Bern. Toppen på Adlerflüe är 2 912 meter över havet.